# Gaspard Augé

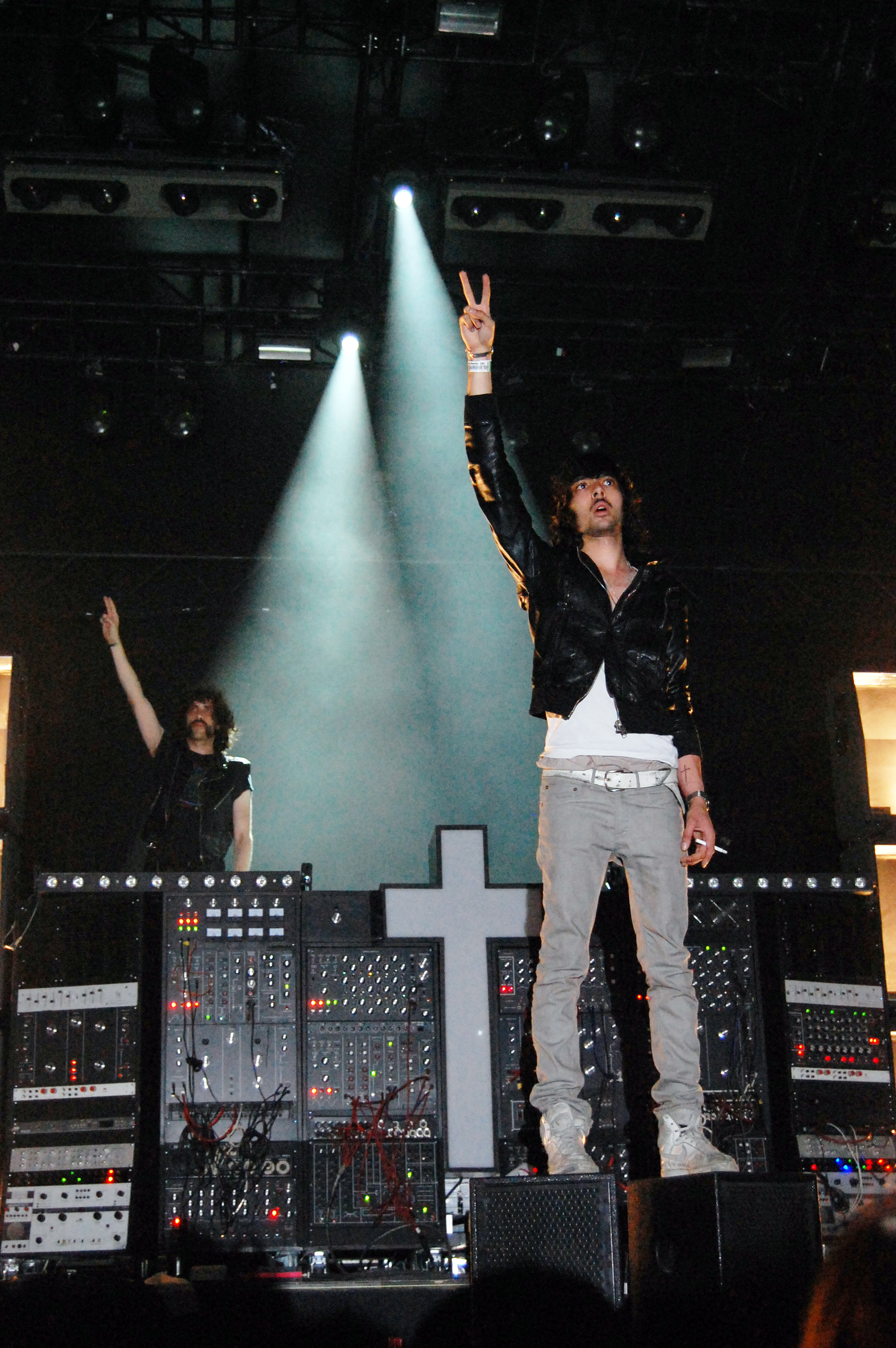
Justice en Rock Werchter 2008

Gaspard Michel André Augé (Besançon, Franco Condado, 21 de mayo de 1979) es un músico, DJ, productor compositor, y diseñador gráfico francés, conocido por ser miembro de Justice junto a Xavier de Rosnay.

## Trayectoria
Augé nació en el seno de una familia de industriales protestantes de Besançon (Francia). Es sobrino de André Marcel Augé, cuyo padre, André Augé, fundó Augé Découpage, empresa metalúrgica hoy propiedad de Diehl Metall.
Creó su primer proyecto musical con su primo Théo Vuarnet, llamado Microloisir (Back in your Eyes), grabado en su casa con un micrófono de ordenador y un secuenciador Ableton. Más tarde se convirtió en diseñador gráfico retrofuturista, bajo el seudónimo de Gaspirator, y diseñó camisetas para Sixpack France, una de las cuales lució M. Pokora en el videoclip de su single Dangerous.
En 2010, diseñó las portadas de los EP Silver Island, Fan Out Remixes y Ultra Light de Surkin. Gaspard también fue elegido para componer la música de la película Rubber junto con Mr. Oizo hace una aparición en la película en el papel de un autoestopista.
Como parte de Justice, Augé recibió un premio Grammy en 2019 junto a de Rosnay por su álbum de remezclas Woman Worldwide, en la categoría de Mejor Álbum Dance/Electrónico.
Entre 2020 y 2021, Augé coprodujo el segundo álbum de Kavinsky, Reborn. También en 2021, anunció el lanzamiento de su primer álbum de estudio en solitario, Escapades, que publicó el 25 de junio de 2021.

## Discografía
Con Xavier de Rosnay, es su compañero en la banda Justice, hasta la actualidad.

### Álbumes
| En solitario - 2022: Escapades |

### Justice
| Álbumes de estudio - 2007: Cross - 2011: Audio, Video, Disco - 2016: Woman - 2022: Hyperdrama En vivo - 2008: A Cross the Universe - 2013: Access All Arenas | Remixes - 2018: Woman Worldwide Extended plays - 2008: Planisphère |